# 特罗尔
特罗尔（西班牙語：Teror），是西班牙加那利群岛拉斯帕尔马斯省的一个市镇，位于大加那利岛的东北部。总面积26平方公里，总人口12449人（2018年），人口密度480人/平方公里。